# Фудзівара-кьо

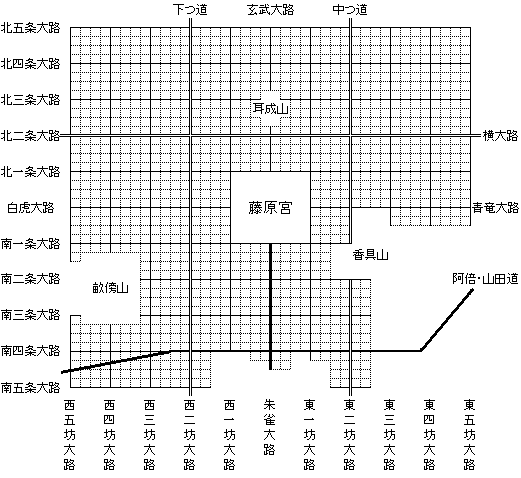
План столиці Фудзівара (реконструкція)

Столиця Фудзівара (яп. 藤原京, ふじわらきょう, Фудзівара-кьо) — столиця стародавньої японської держави у 694–710 роках, наприкінці періоду Асука, в часи правління Імператорів Дзіто, Момму та Ґеммей. Знаходилась на території сучасного міста Касіхара префектури Нара. Оточена з різних сторін трьома горами Ямато: Унебі, Мімінасі й Аменокаґу. Перше японське місто спроектоване за китайською містобудівною системою «шахової дошки».